# Violier (soort)
De violier (Matthiola incana) is een overblijvende plant uit de kruisbloemenfamilie (Brassicaceae).
De plant is vooral te vinden op kliffen langs de kusten van het Middellandse Zeegebied en de Canarische Eilanden.

## Naamgeving enetymologie
- synoniemen: Cheiranthus albus Mill.; Cheiranthus annuus L.; Cheiranthus coccineus Mill.; Cheiranthus fenestralis L.; Cheiranthus graecus Pers.; Cheiranthus hortensis Lam.; Cheiranthus incanus L.; Cheiranthus viridis Ehrh.; Hesperis fenestralis (L.) Lam.; Hesperis incana (L.) Kuntze; Mathiolaria annua (L.) Chevall.; Matthiola annua (L.) Sweet; Matthiola fenestralis (L.) R.Br.; Matthiola glabra DC.; Matthiola incana subsp. incana; Matthiolaria incana (L.) Chevall.
- Frans: Giroflée des jardins

De botanische naam Matthiola is een eerbetoon aan Pietro Andrea Matthioli (1500-1577), een Italiaanse kunstenaar en botanicus. De soortaanduiding incana is afgeleid van het Latijnse 'incanus' (grijs), wat op de zilvergrijs behaarde bladeren betrekking heeft.

## Kenmerken
De violier is een tweejarige of vaste plant met een onderaan verhoute, onbehaarde stengel die tot 60 cm hoog wordt. De plant heeft aan de voet een wortelrozet met lancetvormige, ongesteelde bladeren, en hogerop talrijke verspreid staande lijn- tot lancetvormige stengelbladeren, alle met een gave bladrand, een stompe top en zilvergrijs behaard.
De plant bloeit van mei tot juli. De bloeiwijze is een kleine bloemtros met klokvormige, viertallige bloemen. De kroonbladen zijn purper, rood of wit gekleurd. De plant heeft een opvallende geur.
De vrucht is een lange, rechtopstaande, cilindrische hauw.
De violier is een zoutminnende soort die vooral voorkomt op kliffen langs de kust.
Ze komt voor langs de kusten van Zuid-Europa, het Middellandse Zeegebied en de Canarische Eilanden. In Frankrijk langs de kusten van de Atlantische Oceaan ten zuiden van Charente-Maritime, langs de kusten van de Middellandse Zee en op Corsica.
De plant wordt gecultiveerd als tuinplant en kan dus ook elders worden aangetroffen.
... · 
M. incana (Zomerviolier) · 
M. longipetala · 
M. maderensis · 
M. sinuata (Strandviolier) · 
...